# SuriPop V
SuriPop V was een muziekfestival in Suriname dat gehouden werd op 29 juli 1988.
De finale werd gehouden in Paramaribo. Erik Refos en Siegfried Gerling wonnen dit jaar zowel de eerste prijs, de Jules Chin A Foeng-trofee, met hun lied Ef' a kan en de tweede prijs met hun lied Brasa mi. Ef' a kan werd gezongen door Powl Ameerali en gearrangeerd door Juan Navia. Brasa mi werd gezongen door Powl Ameerali en Silvy Singoredjo.
Het orkest bij dit evenement telde 18 man samengesteld onder leiding van Juan Navia. De kosten voor het decor werden gedekt door Interfood NV, die tevens de officiële sponsor was bij dit evenement. Naast de plaat waarop de 12 finale composities stonden opgenomen, werd in verband met de lustrumviering van SuriPop ook een LP uitgegeven van de succescomposities uit de vier voorgaande SuriPop, waarvoor er veel belangstelling bleek te bestaan. Deze LP werd verkocht in de sporthal grif. Een kaart van dit festival kostte Sf. 20.

## Finale
In de voorselectie koos de jury 12 liederen. 10 in de categorie "Populair" en voor het eerst 2 in de categorie "Gospel". Deze kwamen in de finale uit en werden op een muziekalbum uitgebracht. Op het album uit 1988 stonden de volgende nummers:

### Categorie Populair

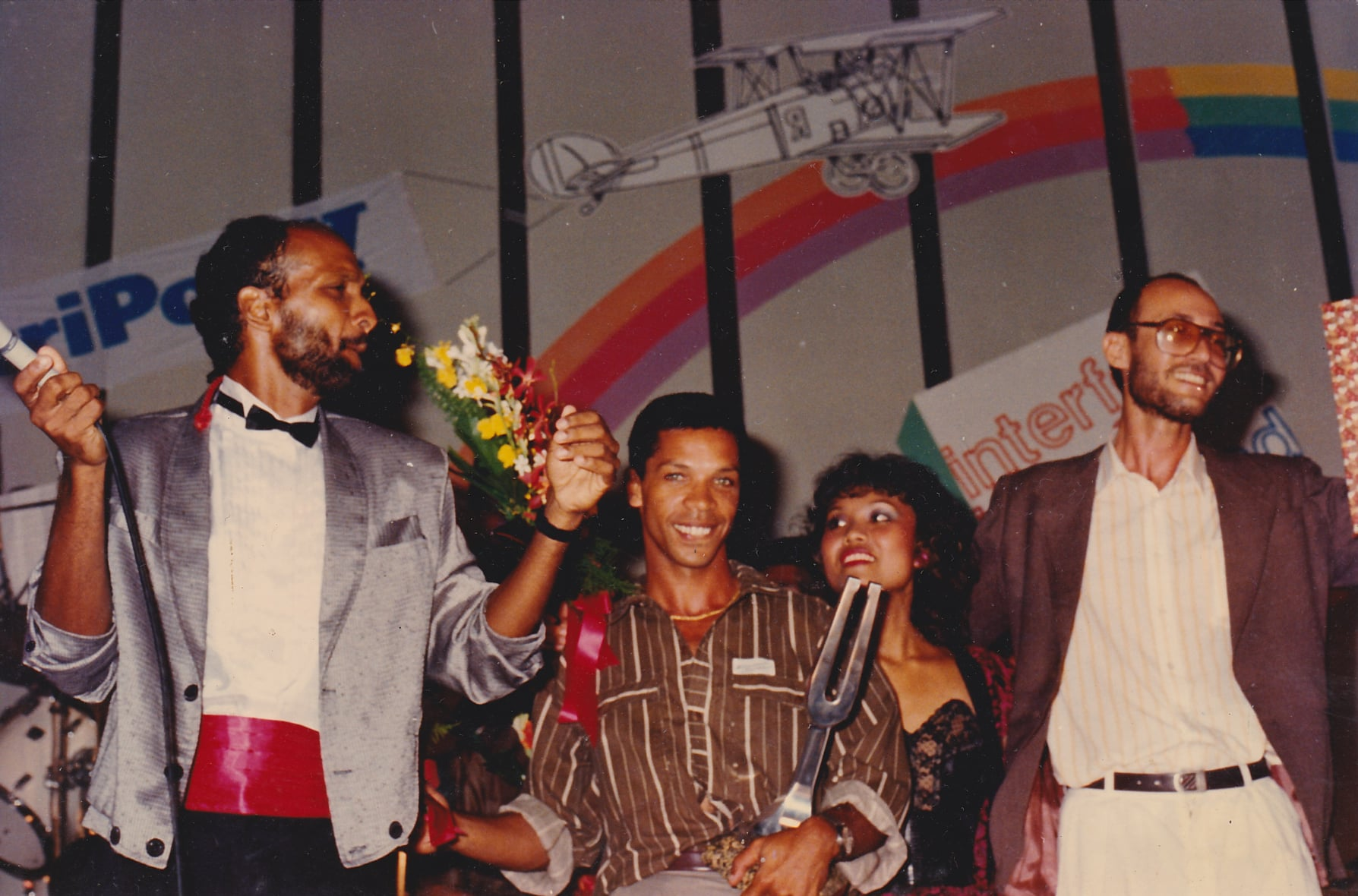
Het winnende componistenduo van het SuriPop V festival met de zangers. Powl Ameerali, links, Erik Refos, 2e links, Siegfried Gerling, rechts en in het midden Silvy Singoredjo die samen met Powl Ameerali het nummer Brasa mi zong dat beslag legde op de 2e plaats.

| Nr. | Lied              | Vocalisten                       | Componisten                    | Arrangeur            |
| --- | ----------------- | -------------------------------- | ------------------------------ | -------------------- |
| A1  | Ef' a kan 🥇      | Powl Ameerali                    | Erik Refos & Siegfried Gerling | Juan Navia & Savanna |
| A2  | Sondro yu         | Jimmy Westfa                     | Harold Gessel                  | Ernesto van Dal      |
| A3  | Mister drunkard   | Giovanni Herdigein               | Hugo Landolf                   | Josef Ulah           |
| A4  | Mi swit' presi 🥉 | Roy van Ommeren                  | Vincenzo Hooplot               | Ernesto van Dal      |
| A5  | Brasa mi 🥈       | Powl Ameerali & Silvy Singoredjo | Erik Refos & Siegfried Gerling | Juan Navia & Savanna |
| B1  | Lonely game       | Delano Weltevreden               | Albert Bergen                  | Herman Snijders      |
| B2  | Dren kon tru      | Lucretia Muringen                | Ruth Koenders                  | Herman Snijders      |
| B3  | Still I love you  | Regillio Alberg                  | Hugo Landolf                   | Josef Ulah           |
| B4  | Gi yu nanga mi    | Silvy Singoredjo                 | Raymond Amatoemar              | Ernesto van Dal      |
| B5  | Yu fosi lobi      | Darl Filemon                     | Johan Herbert                  | Iwan van Hetten      |

### Categorie Gospel

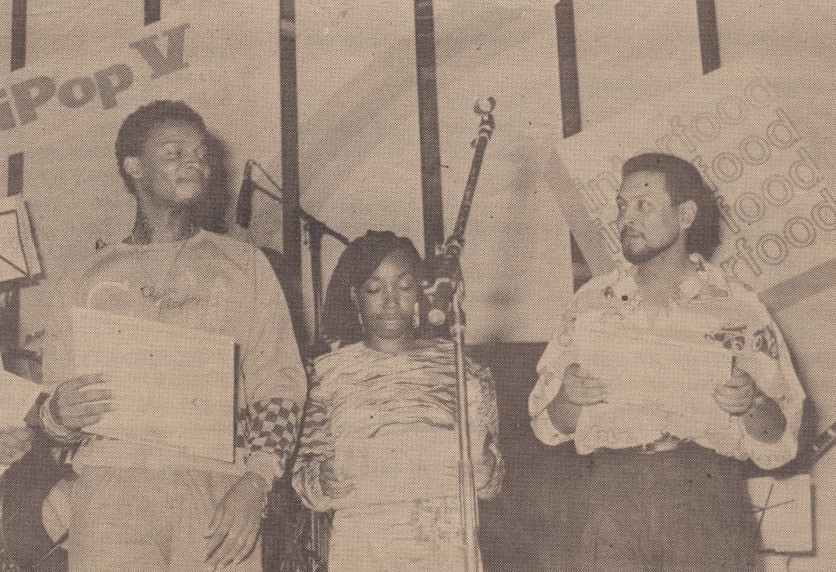
De 3 finalisten van de SuriPop V Gospel categorie. Van links naar rechts, Hugo Landolf, Ruth Koenders en Kenneth Moerli wiens lied "His name is Jesus" de eerste prijs won van de Gospel categorie.

| Nr. | Lied               | Vocalisten      | Componisten     |
| --- | ------------------ | --------------- | --------------- |
| 1   | His name is Jesus  | Maritza Filemon | Kenneth Moerli  |
| 2   | I will sin no more | Bryan Bijlhout  | Guno Emanuelson |

I (1982) · II (1983) · III (1984) · IV (1986) · V (1988) · VI (1990) · VII (1992) · VIII (1994) · IX (1996) · X (1998) · XI (2000) · XII (2002) · XIII (2004) · XIV (2006) · XV (2008) · XVI (2010) · XVII (2012) · XVIII (2014) · XIX (2016) · XX (2018) · XXI (2022) · Kerstsongeditie (2023) · XXII (2024)